# Белерб
Белерб (фр. Belleherbe) насеље је и општина у источној Француској у региону Франш-Конте, у департману Ду која припада префектури Монбелијар.
По подацима из 2011. године у општини је живело 589 становника, а густина насељености је износила 36,52 становника/km². Општина се простире на површини од 16,13 km². Налази се на средњој надморској висини од 745 метара (максималној 854 m, а минималној 590 m).

## Демографија
| 1962. | 1968. | 1975. | 1982. | 1990. | 1999. | 2011. |
| ----- | ----- | ----- | ----- | ----- | ----- | ----- |
| 583   | 628   | 650   | 617   | 629   | 574   | 589   |

График промене броја становника у току последњих година